# Botenbouw Tukker
Botenbouw Tukker was een werf die voornamelijk kleine boten bouwde. Vanaf het begin maakte het bedrijf roei-, sleep-, proviandboten, jachten en - als het zo uitkwam - staalconstructies voor grote bedrijven in de omgeving.

## Geschiedenis
Piet Tukker werd geboren op 21 februari 1922 in het grote gezin van Govert Tukker en Jacoba Tukker-Korteland, dat op de grens van Westeind en Noordhoek woonde. Zijn vader was klinker op scheepswerf Piet Hein in Bolnes. Na de lagere school werkte Piet Tukker bij de Zuurbestendige Apparatenfabriek Kooijman aan de Noordhoek. Hij volgde daar tekenlessen en leerde uitslagen te maken voor alle mogelijke plaatvormen. In de oorlog werd hij opgepakt en in Duitsland te werk gesteld, maar vluchtte en dook onder bij een zus. Na de oorlog trouwde hij met Cacoba Susanna van Wijngaarden, een dochter van Hendrik van Wijngaarden uit het Westeind. Naar verluidt was Tukker een eersteklas vakman, die samen met zijn broer Goof onder meer weer bij Kooijman ging werken. In 1949 stapte hij over naar het bedrijf van Teunis Beenhakker, die aan de dijk stalen roeiboten bouwde en constructiewerk deed. Tukker besloot in 1955 in Sliedrecht voor zichzelf te beginnen, waarbij hij zijn broer meenam.

### In Sliedrecht
Hij leende ƒ 5000,- en startte op 1 november 1955 de onderneming Lasconstructiebedrijf en roeibotenbouw P.J. Tukker, in een houten loods aan het Molenpad in Sliedrecht. De loods werd gehuurd van Pijpleidingfabriek J.W. de Jong uit Sliedrecht voor ƒ 7,- per week. Het eerste werk betrof laswerk voor slijtlagen aan baggeremmers en baggeremmerschalmen.

### In Papendrecht
Al na 9 maanden verhuisde het bedrijf naar Kerkbuurt nr. 9 in Papendrecht, omdat er geen hinderwetvergunning voor de loods in Sliedrecht kon worden verkregen. Daar werd in augustus 1956 een werf en een loods aan de waterkant gevestigd. Er was geen helling, zodat alle boten vanaf de rivier de Merwede in het water getrokken werden. Ze waren vanaf de dijk niet zichtbaar, daar achter de opslag van aannemer van Wijnen lagen.
In 1959 werd een parlevinker voor de firma Kooyman uit Dordrecht gebouwd daarna het motorjachtje de Dolfijn van aannemer van Wijnen uit Dordrecht. De motoren kwamen van de buurman in de Kerkbuurt, het bedrijf van Hendrik Versteeg. Echter, de oppervlakte van het werfje werd te klein en in 1965 verhuisde het bedrijf naar Oost-Kinderdijk, een grotere locatie in Alblasserdam.

### In Alblasserdam
In 1965 werd een terrein met twee woonhuizen aan de Oost-Kinderdijk gekocht en vestigde het bedrijf zich in de voormalige loods van de verzinkerij C. Clements & Zoon. Oprichter Piet Tukker overleed op 12 september 1972 en zijn vrouw en zoon Govert zetten het bedrijf voort. In 1979 werkten er nog drie personen; later hebben er maximaal 8 personen gewerkt. Naar schatting hebben ongeveer 5000 roeiboten de werf verlaten, soms in een topweek 10 roeiboten, met als grootste opdrachtgevers de Provincie Zuid-Holland en Rijkswaterstaat. Omdat de werf eigenlijk te klein werd voor het aantal uit te voeren opdrachten, bood de gemeente een stuk grond aan aan de Alblas, maar daar is geen gebruik van gemaakt. De sluis van de Alblas naar de Noord had een te geringe doorvaarthoogte. De sluis is in de jaren negentig vervangen door een dam.
In 1970 werden plannen gemaakt voor een nieuwbouwloods ter plaatse. De gemeente werkte niet mee: men kreeg alleen mondelinge toestemming om het dak van de loods te vernieuwen. Ook in 1979 gaf de gemeente geen medewerking tot verbouwing. Piet Tukker heeft ooit op de dakpannen van de loods de naam van het bedrijf geschilderd, maar men vond bij de gemeente de loods een stukje karakteristiek Alblasserdam en TUKKER moest weg. Vele jaren heeft er alleen nog UK op het dak gestaan. De loods moest in zijn oorspronkelijke staat blijven. Door alle tegenwerking van de gemeente heeft het bedrijf veel werk moeten laten lopen. De loods die zo karakteristiek was voor Alblasserdam is ten behoeve van de dijkverzwaring gesloopt.

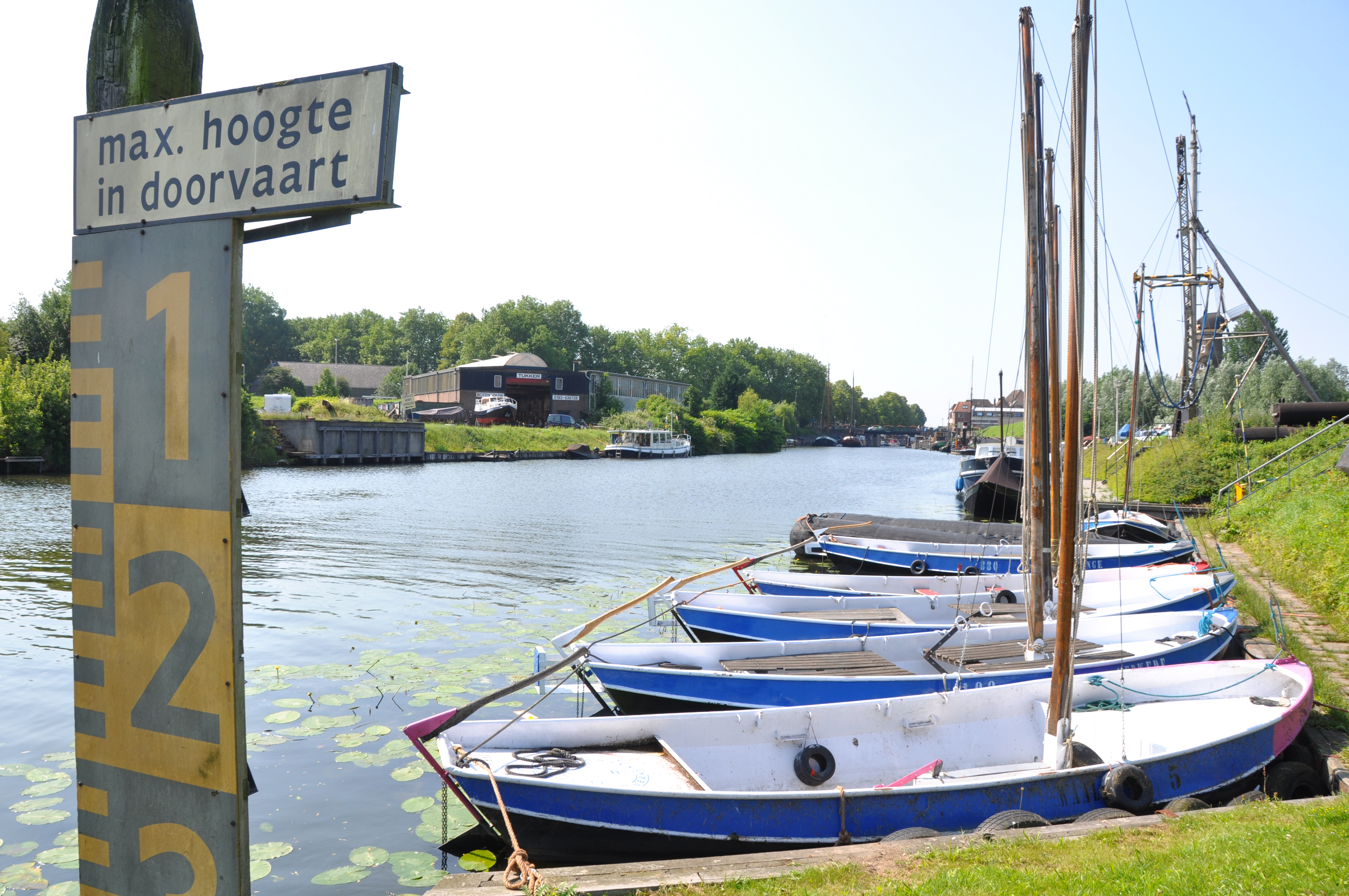
Vletten van De Gorinchemse Zeeverkenners (2013)

### In Gorinchem
Op 25 juli 1981 is het bedrijf in verband met de dijkverzwaring uit Alblasserdam naar de Spijksedijk in Gorinchem vertrokken. In Gorinchem bouwde de werf formeel sport- en recreatievaartuigen. Toen Jachtenbouw Beenhakker in 1995 stopte heeft 'Tukker' een deel van de produktie overgenomen.
Op 17 april 2015 werd Botenbouwer Tukker B.V. te Gorinchem met 4 werknemers door de Rechtbank in Rotterdam failliet verklaard.

## Voortzetting
De productie van Tukkervletten is overgenomen door een andere werf.
De eerste lelievlet van Boer Metaaltechniek uit Bleskensgraaf werd 3 maart 2016 geleverd.